# ヤーキーズ・ドットソンの法則
ヤーキーズ・ドットソンの法則（英: Yerkes-Dodson's law）は、生理心理学の基本法則である。心理学者のロバート・ヤーキーズとJ・D・ドットソン（ドッドソン）が1908年にネズミを用いた実験で発見した。学習活動に対する動機づけは適切なレベルにあることが必要であるとする理論。
日本において「ドットソン」と読まれることが多いが、実際の読みは「ダッツォン」が近い。

## 概要
ソーンダイクやポストマンの実験により、学習作業等を行う際、罰を与えられたグループの方が、罰を与えなかったグループよりも作業効率が高いということが明らかにされた。
ネズミを用いた実験で、「動機づけには、罰やストレスなどの不快なものが一定量あったほうが、効率が上昇する」という法則が判明した。もっとも、動機づけの強さ（覚醒レベル、緊張感の度合い）が最適水準の一定量を超えると、逆に学習効果が低下する傾向がある。一般に、覚醒レベルが高くなるに従ってほぼ比例的に効率（パフォーマンス）は増すが、最適なレベルを超えて強い緊張を強いられる状態になると、かえってパフォーマンスは低下するのだ。すなわち、覚醒レベルとパフォーマンスには逆U字型の関数関係が成立する。
また、この「最適な覚醒レベル」は、同一個人に対しても、行為の難易度や与えられる作業の段階によって変化する。やり慣れた単純作業（白黒の色の弁別など）では 比較的強い罰が効果的であり、慣れない複雑かつ困難な作業では 比較的軽い罰が最も効果的であるという結果も出ている。